# Estadio Armando Tuirán Paternina
El estadio Armando Tuirán Paternina, es un escenario de fútbol localizado en la ciudad de Sahagún, Córdoba, Colombia. Tiene aforo para 5.000 espectadores.
El escenario actualmente alberga los partidos de local del club de fútbol Jaguares de Córdoba, debido a las obras en el estadio Jaraguay de Montería.

## Inauguración
El estadio Armando Tuirán Paternina fue inaugurado por el presidente Juan Manuel Santos el 3 de junio de 2016 en Sahagún.

“Lo queremos para todos los colombianos, para todos los cordobeses y para todos los muchachos y muchachas de Sahagún, es que miren el futuro con esperanza, que tengan sitios como éste estadio, donde puedan desarrollar su talento”, dijo Santos.